# Пасіка

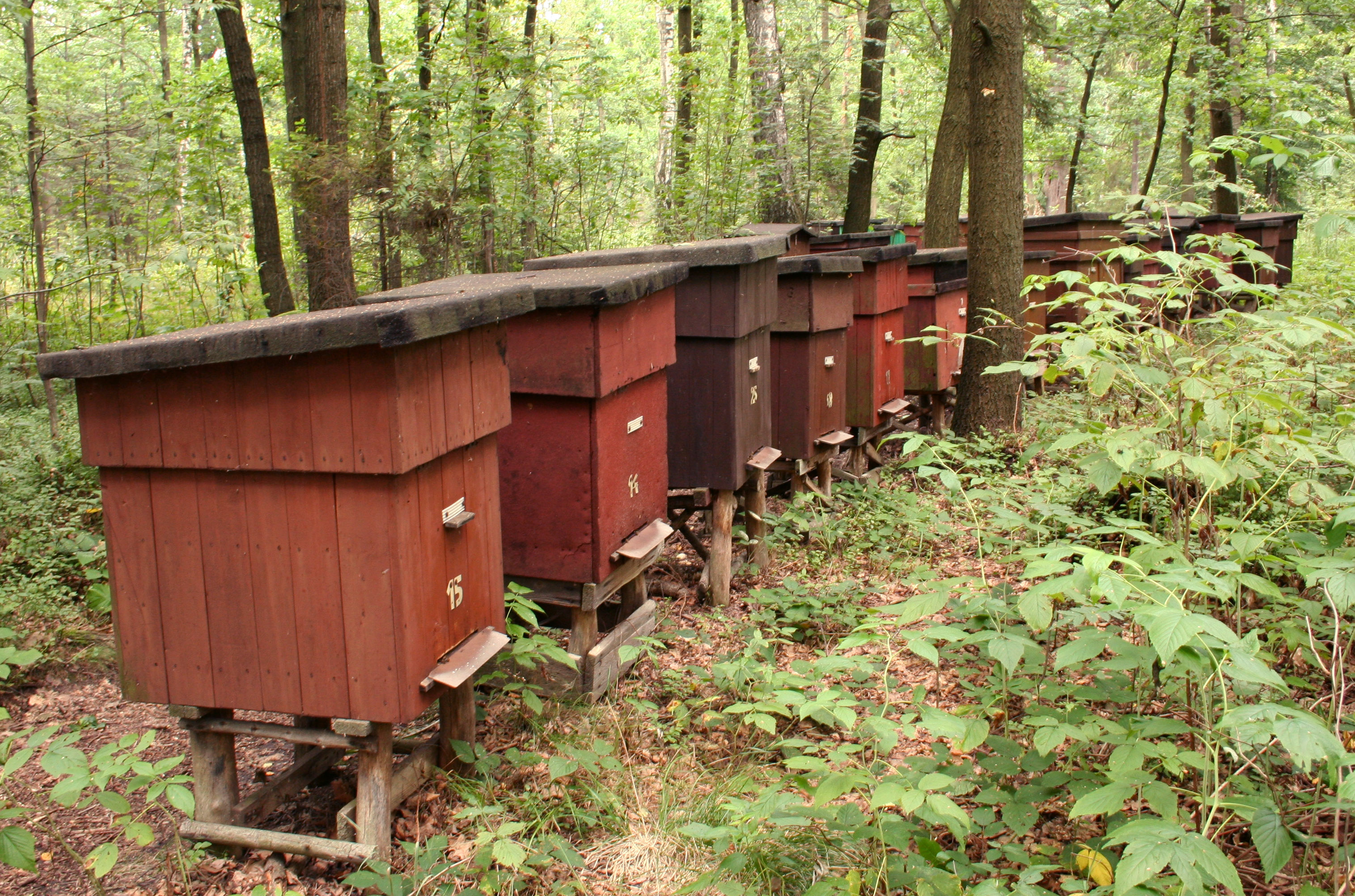
Пасіка

Па́сіка (прасл. *pasěka, очевидно, від *posěkti — «посікти», «порубати») — господарство (ферма) для розведення бджіл. Пасікою називають кілька розміщених поруч вуликів та територію на якій вони розташовані, також пасіка може мати службові приміщення.

## Історія

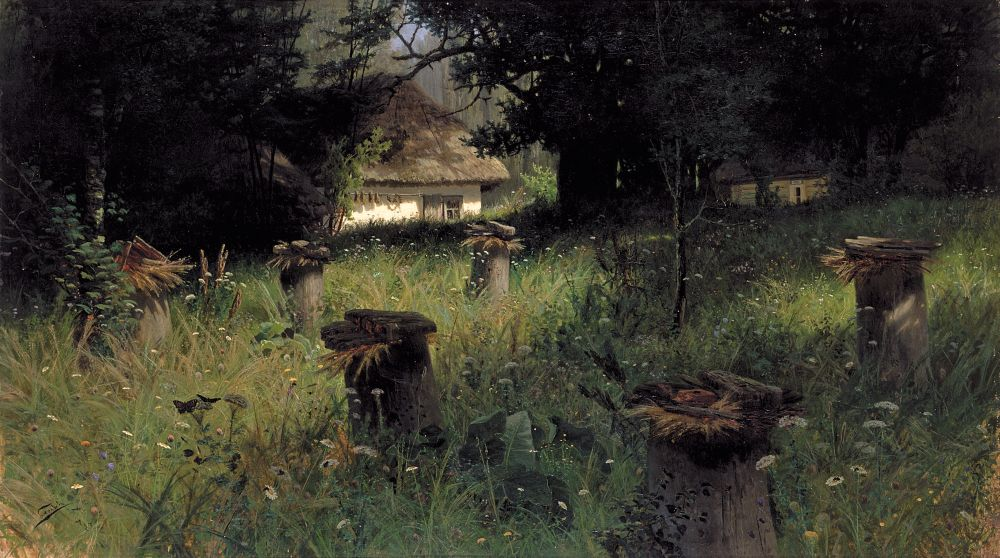
Микола Сергеєв. «Пасіка», 1885

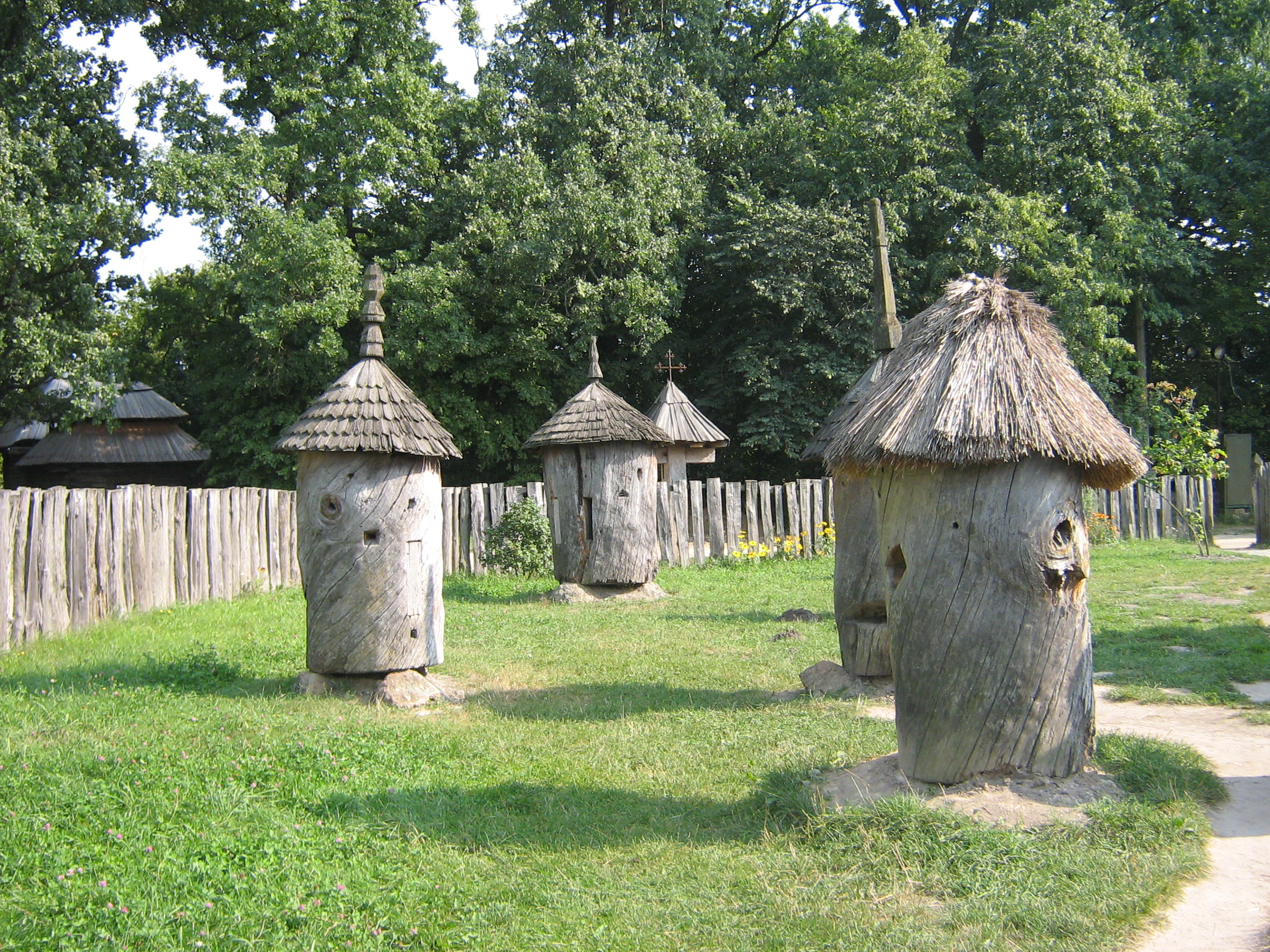
Пасіка з вуликів-колод в музеї народної архітектури та побуту України.

У давнину люди збирали мед диких бджіл, що оселялися в дуплах дерев. Робота бджоляра-бортника тоді зводилася до пошуку в лісі бджіл та збирання меду. Спершу забирали увесь мед знищуючи сім'ю, а потім почали забирати лише частину зберігаючи бджолиний рій. Одним з недоліків такого ощадливого ставлення було те, що хтось інший міг прийти й вибрати чи знищити рій. Спершу обмежувалися вирізанням знаків на які свідчили про те, що цей рій вже «зайнятий» і належить іншому. Пізніше, для надійності та зручності збирання меду почали вирубувати борті та зносити їх в одне місце. Саме так виникли перші пасіки. Ще бджіл утримували у спеціальних нерозбірних вуликах — сапетках. На початку XIX ст. з'явився рамковий вулик П. І. Прокоповича.

## Сучасна пасіка
На сучасних пасіках, окрім вуликів з бджолиними сім'ями, присутні також допоміжні приміщення й обладнання:
- Омшаник — приміщення для зимівлі бджіл у районах з холодним кліматом;
- Воскобійня — приміщення для топлення воску;
- Годівниця-напувалка для бджіл;
- Приміщення для зберігання тари;
- Набір бджолярського приладдя (димарі, медогонки, воскотопки).

### IT-пасіка
В 2023 році в Україні запустили унікальну експериментальну IT-пасіку. На вуликах з поліпропілену встановили сонячні панелі і сенсори, якими можливо керувати зі смартфону. Інформація з датчиків передається на сервер, а звідти на телефон бджоляра. Він може дистанційно перевірити температуру, вологість у вулику, вагу та кількість назбираного меду. Також такі вулики мають GPS-навігатор. 
Перші 10 експериментальних вуликів встановлено на базі «Балтаси» у Васильківському районі Київської області. Над проєктом AmoHive працювали фахівці з України та Польщі, патент — належить українцям. Технологічні вулики заселили бджолами трьох порід – українська степова, карпатка, карніка. Їх порівнюватимуть за медоносністю, динамікою весняного розвитку, ефективністю запилення, стійкістю під час зимування. Пасічники спостерігають, як поводяться бджоли і вчаться користуватися інноваційними вуликами. Показники, що можна регулювати дистанційно, впливають на захворюваність бджіл, а отже і на урожай. ІТ-пасіка має також освітню та наукову функцію. Викладачі та аспіранти Східноукраїнського національного університету імені Володимира Даля готові долучитися до досліджень та запропонували ідеї для покращення IT-пасіки.
Також, згідно повідомлення порталу Seeds, автоматизовані IТ-вулики українсько-польських розробників AmoHive отримали визнання на European Bee Award. Їх встановлюють бджолярі у всьому світі. Але постійна пасіка, де проводитимуться навчання для дітей та школярів за новим напрямком «Інформатика та бджільництво», вперше з’явилася в Україні.